# Nick Laird
Nicholas Laird (* 1975) je severoirský romanopisec a básník.

## Vzdělání
Studoval anglickou literaturu na univerzitě v Cambridgi, kde vyhrál cenu Arthur Quiller-Couch Award za kreativní psaní. Po studiu šest let pracoval v advokátní kanceláři Allen & Overy v Londýně, poté práci opustil a soustředil se pouze na kariéru spisovatele.

## Osobní život
Laird se během studia na univerzitě seznámil se Zadie Smithovou. V roce 2004 se vzali v tamní kapli King's College. V letech 2006 a 2007 spolu žili v Římě, nyní žijí napůl v New Yorku a napůl v Londýně. Mají dvě děti, Katherine a Harveyho.

## Poezie

### To a Fault
To a Fault je Lairdova první sbírka básní, nominovaná na cenu Forward Prize za nejlepší první sbírku. To a Fault vydalo nakladatelství Faber a Faber v lednu 2005.

### On Purpose
On Purpose je jeho druhá sbírka, vydaná v roce 2007. Sbírka je volně založena na Umění války od vojevůdce Sun-c'. Kniha v roce 2008 vyhrála ceny Somerset Maugham Award a Geoffrey Faber Memorial Prize .

### Go Giants
V roce 2015 Faber a Faber vydalo Lairdovu třetí sbírku, Go Giants.

### Feel Free
Feel Free je Lairdova čtvrtá sbírka, vydaná v srpnu 2018. Byla vybrána do užšího výběru pro prestižní T. S. Eliot Prize.